# Ізраїль на літніх Олімпійських іграх 2000
Ізраїль на літніх Олімпійських іграх 2000 року, які проходили в австралійському місті Сідней, був представлений 39 спортсменами (29 чоловіками та 10 жінками) у 9 видах спорту. Прапороносцем на церемоніях відкриття та закриття Олімпійських ігор був легкоатлет Рогель Нагум.
Ізраїль вдванадцяте взяв участь у літніх Олімпійських іграх. Ізраїльські спортсмени завоювали одну бронзову медаль з веслування на байдарках. Збірна Ізраїлю посіла 71 неофіційне загальнокомандне місце.

## Медалісти
| Медаль | Спортсмен        | Вид спорту                      | Дисципліна                |
| ------ | ---------------- | ------------------------------- | ------------------------- |
| Бронза | Михайло Калганов | Веслування на байдарках і каное | байдарка, 500 м, чоловіки |

## Боротьба
Чоловіки
Греко-римська боротьба
| Спортсмен       | Дисципліна | Попередні поєдинки         | Попередні поєдинки              | Попередні поєдинки           | Попередні поєдинки | Чвертьфінал        | Півфінал                    | Фінал                        | Фінал |
| Спортсмен       | Дисципліна | Суперник Результат         | Суперник Результат              | Суперник Результат           | Місце в групі      | Суперник Результат | Суперник Результат          | Суперник Результат           | Місце |
| --------------- | ---------- | -------------------------- | ------------------------------- | ---------------------------- | ------------------ | ------------------ | --------------------------- | ---------------------------- | ----- |
| Михайло Бейлін  | −63 кг     | Віталій Жук (BLR) W 3–0 PO | Баходір Курбанов (UZB) L 0–3 PO | Bye                          | 2                  | не пройшов         | не пройшов                  | не пройшов                   | 15    |
| Гоша Ціціашвілі | −85 кг     | Фріц Онес (NOR) L 1–3PP    | Юрій Вітт (UZB) W 3–0PO         | Амор Бах Гамба (TUN) W 4–1SP | 2                  | не пройшов         | не пройшов                  | не пройшов                   | 6     |
| Юрій Євсейчик   | −130 кг    | Фатіх Бакір (TUR) W 3–0PO  | Давид Вала (CZE) W 3–1PO        | Марек Сітнік (POL) W 3–1PO   | 1                  | Bye                | Рулон Гарднер (USA) L 2–3PO | Дмитро Дебелка (BLR) L 0–1PO | 4     |

## Веслування на байдарках і каное
|          | Дисципліна                 | Спортсмен                    | Раунд        | Час      | Результат  | Прим. |
| -------- | -------------------------- | ---------------------------- | ------------ | -------- | ---------- | ----- |
| Чоловіки | 500 метрів, K-1, чоловіки  | Михайло Калганов             | Кваліфікація | 1:40.275 | місце      |       |
| Чоловіки | 500 метрів, K-1, чоловіки  | Михайло Калганов             | Півфінал     | 1:40.426 | місце      |       |
| Чоловіки | 500 метрів, K-1, чоловіки  | Михайло Калганов             | Фінал        | 1:59.563 | місце      |       |
| Чоловіки | 1000 метрів, K-1, чоловіки | Михайло Калганов             | Кваліфікація | 3:35.487 | 4 місце    |       |
| Чоловіки | 1000 метрів, K-1, чоловіки | Михайло Калганов             | Півфінал     | 3:37.439 | 4 місце    |       |
| Чоловіки | 1000 метрів, K-1, чоловіки | Михайло Калганов             | Фінал        | 3:35.099 | 4 місце    |       |
| Чоловіки | 500 метрів, K-2, чоловіки  | Рамі Цур Роей Єллін          | Кваліфікація | 1:34.774 | не пройшли |       |
| Чоловіки | 500 метрів, K-2, чоловіки  | Рамі Цур Роей Єллін          | Півфінал     | 1:34.241 | не пройшли |       |
| Чоловіки | 1000 метрів, K-2, чоловіки | Рамі Цур Роей Єллін          | Кваліфікація | 3:20.913 | не пройшли |       |
| Чоловіки | 1000 метрів, K-2, чоловіки | Рамі Цур Роей Єллін          | Півфінал     | 3:22.634 | не пройшли |       |
| Жінки    | 500 метрів, K-2, жінки     | Ліор Кармі Лариса Пейсахович | Кваліфікація | 1:48.647 | не пройшли |       |
| Жінки    | 500 метрів, K-2, жінки     | Ліор Кармі Лариса Пейсахович | Півфінал     | 1:48.120 | не пройшли |       |

## Вітрильний спорт
| Спортсмен                 | Дисципліна         | Заплив | Заплив | Заплив | Заплив | Заплив | Заплив | Заплив | Заплив | Заплив | Заплив | Заплив | Сума балів | Місце |
| Спортсмен                 | Дисципліна         | 1      | 2      | 3      | 4      | 5      | 6      | 7      | 8      | 9      | 10     | M*     | Сума балів | Місце |
| ------------------------- | ------------------ | ------ | ------ | ------ | ------ | ------ | ------ | ------ | ------ | ------ | ------ | ------ | ---------- | ----- |
| Аміт Інбар                | містраль, чоловіки | 3      | 13     | 14     | 13     | 13     | 5      | 37     | 4      | 13     | 4      | 11     | 79         | 7     |
| Ельдад Ронен Елі Цукерман | 470, чоловіки      | 3      | 12     | 12     | 30     | 19     | 11     | 10     | 16     | 23     | 7      | 9      | 99         | 13    |
| Міхал Гейн                | містраль, жінки    | 11     | 8      | 21     | 14     | 14     | 30DSQ  | 11     | 13     | 18     | 10     | 16     | 115        | 14    |
| Анат Фабрикант Шані Кедмі | 470, жінки         | 7      | 12     | 1      | 15     | 3      | 5      | 3      | 14     | 9      | 2      | 8      | 50         | 4     |

## Гімнастика

### Художня гімнастика
| Спортсменка | Дисципліна         | Кваліфікація | Кваліфікація | Кваліфікація | Кваліфікація | Кваліфікація | Кваліфікація | Фінал      | Фінал      | Фінал      | Фінал      | Фінал      | Фінал      |
| Спортсменка | Дисципліна         | Обруч        | М'яч         | Булави       | Стрічка      | Разом        | Місце        | Обруч      | М'яч       | Булави     | Стрічка    | Разом      | Місце      |
| ----------- | ------------------ | ------------ | ------------ | ------------ | ------------ | ------------ | ------------ | ---------- | ---------- | ---------- | ---------- | ---------- | ---------- |
| Ор Токаєв   | абсолютна першість |              |              |              |              |              | 14           | не пройшла | не пройшла | не пройшла | не пройшла | не пройшла | не пройшла |

## Дзюдо
Чоловіки
| Спортсмен    | Категорія | Попередній раунд   | 1/32                  | 1/16                | Чвертьфінал         | Півфінал           | Втішний раунд 1        | Втішний раунд 2         | Втішний раунд 3      | Фінал / ББ          | Фінал / ББ |
| Спортсмен    | Категорія | Суперник Результат | Суперник Результат    | Суперник Результат  | Суперник Результат  | Суперник Результат | Суперник Результат     | Суперник Результат      | Суперник Результат   | Суперник Результат  | Місце      |
| ------------ | --------- | ------------------ | --------------------- | ------------------- | ------------------- | ------------------ | ---------------------- | ----------------------- | -------------------- | ------------------- | ---------- |
| Гіль Офер    | −73кг     | Н/Д                | Тьяго Каміло (BRA) L  | не пройшов          | не пройшов          | не пройшов         | Нуреддін Ягубі (ALG) L | не пройшов              | не пройшов           | не пройшов          | не пройшов |
| Аріель Зеєві | −100 кг   | Bye                | Павел Настула (POL) W | Антал Ковач (HUN) W | Іноуе Косей (JPN) L | не пройшов         | Bye                    | Йосвані Кессель (CUB) W | Маріу Сабіну (BRA) W | Стефан Трен (FRA) L | 5 місце    |

Жінки
| Спортсмен   | Категорія | 1/32               | 1/16                     | Чвертьфінал        | Півфінал           | Втішний раунд 1    | Втішний раунд 2    | Втішний раунд 3    | Фінал              | Фінал      |
| Спортсмен   | Категорія | Суперник Результат | Суперник Результат       | Суперник Результат | Суперник Результат | Суперник Результат | Суперник Результат | Суперник Результат | Суперник Результат | Місце      |
| ----------- | --------- | ------------------ | ------------------------ | ------------------ | ------------------ | ------------------ | ------------------ | ------------------ | ------------------ | ---------- |
| Оріт Бар-Он | −57 кг    | Bye                | Марісабель Ломба (BEL) L | не пройшла         | не пройшла         | не пройшла         | не пройшла         | не пройшла         | не пройшла         | не пройшла |

## Легка атлетика
| Дисципліна                   | Спортсмен                                                     | Раунд        | Час   | Результат  | Прим. |
| ---------------------------- | ------------------------------------------------------------- | ------------ | ----- | ---------- | ----- |
| 100 м, чоловіки              | Томмі Кафрі                                                   | Раунд 1      | 10.43 | не пройшов |       |
| 200 м, чоловіки              | Гідеон Яблонка                                                | Раунд 1      | 20.92 | не пройшов |       |
| 4 × 100 м, чоловіки          | Кфір Голан Гідеон Яблонка томмі Кафрі Олександр Порхомовський | раунд 1      | 39.76 | не пройшли |       |
| потрійний стрибок, чоловіки  | Рогель Нахум                                                  | Кваліфікація | 16.39 | не пройшов |       |
| стрибки у висоту, чоловіки   | Констянтин Матусевич                                          | Кваліфікація | 2.27  | 5 місце    |       |
| стрибки у висоту, чоловіки   | Констянтин Матусевич                                          | Фінал        | 2.32  | 5 місце    |       |
| стрибки з жердиною, чоловіки | Олександр Авербух                                             | Кваліфікація | 5.65  | 10 місце   |       |
| стрибки з жердиною, чоловіки | Олександр Авербух                                             | Фінал        | 5.50  | 10 місце   |       |
| стрибки з жердиною, чоловіки | Денні Краснов                                                 | Кваліфікація | 5.55  | не пройшов |       |

## Плавання
|          | Дисципліна                      | Спортсмен                                         | Раунд              | Час     | Місце      | Прим. |
| -------- | ------------------------------- | ------------------------------------------------- | ------------------ | ------- | ---------- | ----- |
| Чоловіки | 50 м вільним стилем             | Йоав Брук                                         | Відбірковий заплив | 23.21   | не пройшов |       |
| Чоловіки | 100 м вільним стилем            | Йоав Брук                                         | Відбірковий заплив | 51.62   | не пройшов |       |
| Чоловіки | 100 м батерфляєм                | Йоав Меїрі                                        | Відбірковий заплив | 55.38   | не пройшов |       |
| Чоловіки | 200 м батерфляєм                | Міхаель Галіка                                    | Відбірковий заплив | 2:01.97 | не пройшов |       |
| Чоловіки | 100 м брасом                    | Тал Стрікер                                       | Відбірковий заплив | 1:03.99 | не пройшов |       |
| Чоловіки | 200 м брасом                    | Тал Стрікер                                       | Відбірковий заплив | 2:19.33 | не пройшов |       |
| Чоловіки | 100 м брасом                    | Ейтан Урбах                                       | Відбірковий заплив | 55.44   | 8 місце    |       |
| Чоловіки | 100 м брасом                    | Ейтан Урбах                                       | Півфінал           | 55.31   | 8 місце    |       |
| Чоловіки | 100 м брасом                    | Ейтан Урбах                                       | Фінал              | 55.74   | 8 місце    |       |
| Чоловіки | 200 м брасом                    | Йоав Гат                                          | Відбірковий заплив | 2:00.80 | не пройшов |       |
| Чоловіки | 200 м брасом                    | Йоав Гат                                          | Півфінал           | 2:03.80 | не пройшов |       |
| Чоловіки | 200 м комплексним плаванням     | Міхаель Галіка                                    | Відбірковий заплив | 2:07.53 | не пройшов |       |
| Чоловіки | 400 м комплексним плаванням     | Міхаель Галіка                                    | Відбірковий заплив | 4:19.97 | не пройшов |       |
| Чоловіки | естафета 4×100 м вільним стилем | Олексій Манзіола Ейтан Урбах Орен Азрад Йоав Брук | Відбірковий заплив | 3:22.06 | не пройшли |       |
| Чоловіки | комбінована естафета 4×100 м    | Ейтан Урбах Тал Стрікер Йоав Меїрі Йоав Брук      | Відбірковий заплив | 3:43.39 | не пройшли |       |
| Жінки    | 400 м вільним стилем            | Аді Біхман                                        | Відбірковий заплив | 4:27.33 | не пройшла |       |
| Жінки    | 800 м вільним стилем            | Аді Біхман                                        | Відбірковий заплив | 9:01.90 | не пройшла |       |
| Жінки    | 100 м батерфляєм                | Веред Бороховські                                 | Відбірковий заплив | 1:00.34 | не пройшла |       |
| Жінки    | 200 м комплексним плаванням     | Веред Бороховські                                 | Відбірковий заплив | 2:18.99 | не пройшла |       |
| Жінки    | 400 м комплексним плаванням     | Аді Біхман                                        | Відбірковий заплив | 5:06.72 | не пройшла |       |

## Стрільба
Чоловіки
| Спортсмен         | Дисципліна                      | Чвертьфінал | Чвертьфінал | Фінал      | Фінал      |
| Спортсмен         | Дисципліна                      | Бали        | Місце       | Бали       | Місце      |
| ----------------- | ------------------------------- | ----------- | ----------- | ---------- | ---------- |
| Олександр Данілов | пневматичний пістолет, 10 м     | DQ          | —           | не пройшов | не пройшов |
| Олександр Данілов | пістолет, 50 м                  | 556         | 18          | не пройшов | не пройшов |
| Гай Старік        | гвинтівка, 50 м лежачи          | 592         | 25          | не пройшов | не пройшов |
| Гай Старік        | гвинтівка, 50 м з трьох позицій | 1154        | 32          | не пройшов | не пройшов |

## Фехтування
Жінки
| Спортсмен    | Дисципліна           | 1/64               | 1/32                         | 1/16                         | Чвертьфінал        | Півфінал           | Фінал              | Фінал |
| Спортсмен    | Дисципліна           | Суперник Результат | Суперник Результат           | Суперник Результат           | Суперник Результат | Суперник Результат | Суперник Результат | Місце |
| ------------ | -------------------- | ------------------ | ---------------------------- | ---------------------------- | ------------------ | ------------------ | ------------------ | ----- |
| Аєлет Огайон | індивідуальна рапіра | не змагалась       | Аделіне Вільєм (FRA) W 15–12 | Діана Б'янчеді (ITA) L 15–12 | не пройшла         | не пройшла         | не пройшла         | 15    |